# Elaphoglossum semisubulatum
Elaphoglossum semisubulatum là một loài dương xỉ trong họ Dryopteridaceae. Loài này được R.C. Moran & Mickel mô tả khoa học đầu tiên năm 2004.